# Collegio di Wells and Mendip Hills
Wells and Mendip Hills è un collegio elettorale inglese situato nel Somerset e rappresentato alla camera dei Comuni del parlamento del Regno Unito. Elegge un membro del parlamento con il sistema maggioritario a turno unico; l'attuale parlamentare è Tessa Munt dei Liberal Democratici, che rappresenta il collegio dal 2024.

## Estensione
Il collegio è costituito dai seguenti ward elettorali:
- nel distretto di North Somerset: Banwell and Winscombe; Blagdon and Churchill; Congresbury and Puxton e Yatton;
- nel Somerset: Brent; Cheddar; Huntspill; King Alfred; Mendip Hills; Mendip South; Mendip West; Shepton Mallett e Wells.[1]

## Membri del parlamento
| Elezione | Elezione | Deputato   | Partito             |
| -------- | -------- | ---------- | ------------------- |
|          | 2024     | Tessa Munt | Liberal Democratici |

## Elezioni

### Elezioni negli anni 2020
| Partito                    | Partito                                    | Candidato                  | Risultati 4 luglio 2024 | Risultati 4 luglio 2024 |
| Partito                    | Partito                                    | Candidato                  | Voti                    | %                       |
| -------------------------- | ------------------------------------------ | -------------------------- | ----------------------- | ----------------------- |
|                            | Lib Dem                                    | Tessa Munt                 | 23 622                  | 46,90                   |
|                            | Conservatore                               | Meg Powell-Chandler        | 12 501                  | 24,82                   |
|                            | Reform UK                                  | Helen Hims                 | 6 611                   | 13,13                   |
|                            | Laburista                                  | Joe Joseph                 | 3 527                   | 7,00                    |
|                            | Verdi                                      | Peter Welsh                | 2 068                   | 4,11                    |
|                            | Indipendente                               | Abi McGuire                | 1 849                   | 3,67                    |
|                            | Indipendente                               | Craig Clarke               | 190                     | 0,38                    |
|                            |                                            |                            |                         |                         |
| Iscritti                   | Iscritti                                   | Iscritti                   | 72 051                  | 100,00                  |
| ↳ Votanti (% su iscritti)  | ↳ Votanti (% su iscritti)                  | ↳ Votanti (% su iscritti)  | 50 368                  | 69,91                   |
| ↳ Astenuti (% su iscritti) | ↳ Astenuti (% su iscritti)                 | ↳ Astenuti (% su iscritti) | 21 683                  | 30,09                   |
|                            |                                            |                            |                         |                         |
|                            | Esito: collegio a Lib Dem (nuovo collegio) |                            |                         |                         |